# Tricentrus longicornis
Tricentrus longicornis är en insektsart som beskrevs av Ananthasubramanian 1980. Tricentrus longicornis ingår i släktet Tricentrus och familjen hornstritar. Inga underarter finns listade i Catalogue of Life.